# Cenchrus spinifex
Cenchrus spinifex là một loài thực vật có hoa trong họ Hòa thảo. Loài này được M.A.Curtis mô tả khoa học đầu tiên năm 1837.